# Кержнер Ізяслав Мойсейович
Ізясла́в Мойсе́йович Ке́ржнер (нар. 6 березня 1936, Дніпропетровськ, УРСР — 29 травня 2008, Санкт-Петербург, Росія) — один з найвідоміших російських ентомологів, головний науковий співробітник Зоологічного інституту (ЗІНу) у Ленінграді. Фахівець світового рівня у галузі систематики напівтвердокрилих комах, член Міжнародної комісії з зоологічної номенклатури. Доктор біологічних наук (1990), професор.

## Біографія
Народився 6 березня 1936 року в м. Дніпропетровськ (Україна). Під час війни знаходився в евакуації в Омську, де мати працювала на військовому заводі. Середню школу хлопець закінчував у Чернівцях (1953): сюди демобілізувався з фронту батько (1946). Ізяслав з дитинства цікавився світом комах, збирав їх на схилах місцевих ярів, спостерігав за життям цих невеличких істот. Знайшовши на горищі старовинну книгу про жуків, написану німецькою, він здолав готичний шрифт і всерйоз зацікавився ентомологією
.
Юнак поступив на біологічний факультет Кишинівського університету, спеціалізувався на кафедрі ентомології і почав вивчати пластинчастовусих жуків Молдови. Після несподіваного закриття кафедри його погодилася прийняти кафедра ентомології Ленінградського університету (1956). Вона готувала кадри для ЗІНу. Враховуючи тодішні потреби цієї установи, Кержнеру запропонували переорієнтуватись на іншу групу комах. Він обрав напівтвердокрилих (клопів): адже вони були доволі схожими на жуків. Після закінчення університету він став лаборантом ЗІНу (1958).
Для приїжджого одержати дозвіл на офіційне проживання у Ленінграді було тоді майже неможливо. Попервах Кержнер жив у Петергофі, згодом орендував «куток» у ленінградській квартирі, потім одержав таки кімнату в комунальній квартирі. Останнє стало реальністью лише завдяки активній допомозі впливової фігури – тодішнього директора інституту, академіка і генерала Є. Н. Павловського.
Під керівництвом професора О. М. Кириченка Кержнер підготував і захистив (1965) кандидатську дисертацію, присвячену хижим клопам з родини Nabidae фауни СРСР та суміжних країн. Його фаховий рівень стрімко зростав. Надзвичайна природна обдарованість, поєднані з рідкісною працьовитістю та сумлінністю дозволили Ізяславу Мойсейовичу стати одним з найвизначніших вчених-зоологів. При цьому підвищення формального статусу його не цікавило, тому підготовка та захист його докторської дисертації (1990) відбулися в значній мірі, завдяки доброзичливому тискові колег та начальства.
29 травня 2008 року, після тривалої важкої хвороби він помер на 73-му році життя і похований на Преображенському єврейському кладовищі Санкт-Петербурга.

### Родина[1][5]
Батько — Мойсей Натанович Кержнер, бухгалтер.
Мати — Маріам-Гітля Іллівна, до шлюбу Чорнобильська, провізорка.
Дружина — Маргарита Миронівна Фарка, до шлюбу Копейкіна (нар. 1934), педагогиня у єврейському дитячому садку.
Донька — Ольга Ізяславівна Кержнер (нар. 1974).
Донька — Лільяна Ісмаїлевна Фарка, у шлюбі Куліна (нар. 1956).

## Дослідження з ентомології
Дослідження Кержнера охоплювали практично всі групи наземних напівтвердокрилих. Він тримав у пам'яті назви, ознаки, особливості екології, історію відкриття тисяч видів і вільно оперував цією інформацією, встановлюючи подібність та спорідненість видів і груп. Його продуктивність як вченого виявилася надзвичайно високою: за неповні півстоліття творчої праці він став автором та співавтором 279 публікацій. Серед них — монографія у серії «Фауна СРСР», яку назвали еталоном таксономічних досліджень. Починаючи з 1985 року переважна більшість його робіт друкувалася на іноземних мовах.
Колосальна наукова ерудиція дозволила йому опрацьовувати ентомологічні знахідки, зроблені далеко за межами колишнього СРСР. Його статті присвячені фауні Непалу, Філіппін, Африки, Коста-Рики та далеких островів Вануату. Як провідний автор та редактор, він брав участь у складанні каталогу клопів, який охоплював всю Палеарктику. Фундаментальними є його праці, присвячені ентомофауні Монголії та Далекого Сходу.
І. Кержнер розробив таблиці для визначення наземних клопів. Вміщені у визначники, ці зручні й точні таблиці дозволяють ентомологам — практикам та аматорам надійно встановлювати назви комах та їх систематичну належність.
Серед робіт Ізяслава Мойсеєвича переважають ті, що присвячені напівтвердокрилим. Його доробок у пізнанні цих комах — описані як нові для науки 33 роди напівтвердокрилих, 10 підродів, 358 видів и 29 підвидів.
Деякі його праці мали на меті розв'язання складних питань загальної таксономії та номенклатури, досліджували загальнобіологічні питання: редукції крил у комах в цілому, проблема «вид/підвид», відстоювали значення систематики як фундаменту біологічних досліджень.
І. М. Кержнер чимало зробив для поповнення наукових колекцій ЗІНу. Збирання комах у природі захоплювало його. З численних експедицій та подорожей він привозив багатющий ентомологічний матеріал, причому не лише клопів. Він працював в експедиціях у Казахстані (1957, 1960, 1962, 1966, 1978, 1987), Забайкаллі (1962), на Далекому Сході (1959, 1963, 1982), Сахаліні та Курилах (1973), Камчатці (1985), Алтаї та Туві (1964), пониззі Волги (1961), Узбекистані (1965, 1966), Киргизстані (1966, 1972), Таджикистані (1972), Монголії (1967, 1969—1971, 1976, 1980), Болгарії (1972), Кубі (1986), Мексиці (1989), Південній Кореї (1993), Ізраїлі (1999). Ще чимало років зібране ним буде використовуватись ентомологами прийдешніх поколінь.

## Діяльність у галузі зоологічної номенклатури
Маючи чітке логічне мислення, чудову пам'ять, володіючи основними європейськими мовами, а також латиною та давньогрецьким, І. М. Кержнер став найавторитетнішим в країні фахівцем у такій специфічній царині як зоологічна номенклатура. Він знаходив розв'язок найзаплутаніших ситуацій із приоритетом у відкритті нових видів, іменуванні нових таксонів.
«Траплялося, що тварину було [вперше] описано у різних статтях під різними іменами одного й того самого року, а вказівки на час публікації в старих журналах не наводились. В таких складних випадках Ізя намагався з'ясувати, яку з статей редакція одержала раніше. Він, наприклад, відшукував стародавні довідники, по них обчислював, як довго міг йти корабель, що доставив статтю з Австралії, Америки або Індії, і на цій підставі вирішував, яка з назв є валідною (дійсною)»
Він брав активну участь у формулюванні загальних правил, якими мають керуватися зоологи-систематики, даючи назви таксонам. Його численні публікації з цього приводу виходили далеко за межі ентомології і охоплювали ледь не все царство тварин – від найпростіших одноклітинних до хребетних.
З 1965 року він обіймав посаду секретаря Російського комітету зоологічної номенклатури і з 1996 року входив до Міжнародної комісії з зоологічної номенклатури. І. М. Кержнер переклав з англійської та французької на російську мову, прокоментував і пропагував два видання «Міжнародного кодексу зоологічної номенклатури» (1988, 2000). Вчений доклав чимало зусиль аби удосконалювати «Кодекс» згідно з потребами практики і запобігти квапливим необачним крокам у цій чутливій галузі біологічної науки.

## Редакційно-видавнича діяльність
Віртуозно володіючи науковим стилем письмового викладання думок, І. М. Кержнер був редактором екстра-класу. Він редагував численні статті, що надходили до журналу «Энтомологическое обозрение», серійні видання: 11 об'ємистих томів «Комахи Монголії», низку томів «Фауны СРСР/Фауны Росии», «Трудов Зоологического института РАН» . Йому вдалося започаткувати перший в СРСР англомовний міжнародний зоологічний журнал – «Zoosystematica Rossica», незмінним головним редактором якого він був протягом 16 років свого життя.
 «Він майже одноосібно виконував функції укладача, редактора, коректора й організатора перевірки якості англійських перекладів, відав розповсюдженням журналу й питаннями його реалізації. Передати ці обов'язки молодішим співробітникам не вдавалося: ті нечисленні, які могли його замінити, справедливо вимагали додаткової платні, на що не погоджувалося начальство, тоді як безсрібник Кержнер тягнув воза задарма»
 «І. М. не лише виправляв стилістичні й фактологічні помилки авторів рукописів, вирішував номенклатурні проблеми, про які деякі автори навіть не підозрювали, але інколи практично заново перекладав або навіть переписував надіслані йому статті. І. М. говорив, що краще це зробити самому, ніж десять разів пояснювати, як це треба зробити тому, не хоче зрозуміти, жадаючи лише кінцевого результату. І. М. сам монтував малюнки до статей у таблиці, складав кошторис журналу, листувався з дописувачами, замовляв папір. <…> На решту занять лишалося обмаль часу, але І. М. не міг відмовитися від редагування, бо розумів, що краще від нього із цими обов'язками ніхто не впорається»

## Науково-організаційна робота
Він відігравав одну з ключових ролей в організації 2-го міжнародного ґеміптерологічного з'їзду (Санкт-Петербург, 2002) та інших симпозіумів та нарад. Під керівництвом І. М. Кержнера виконано та захищено шість кандидатських дисертацій. Він підготував 20 учнів — ґеміптерологів, які працювали на теренах колишнього СРСР — в Ростові-на Дону, Якутії, Середній Азії, Закавказзі тощо. У коло його наукових зв'язків входив і український ентомолог В. Г. Пучков, у співавторстві з яким було підготовлено декілька публікацій і на смерть якого І. М. Кержнер підготував ґрунтовний некролог.
І. Кержнер входив до складу вченої та бібліотечної рад ЗІНу, ради та президії Російського ентомологічного товариства, ради Міжнародного товариства ґеміптерологів, був почесним членом Російського та Угорського ентомологічних товариств. Неперевершений знавець спеціальної літератури, він активно допомагав розшукувати праці старих авторів, рідкісні або маловідомі видання. Він чимало зробив для удосконалення каталогів бібліотеки ЗІНу, комп'ютерної каталогізації бібліотеки Російського ентомологічного товариства. Користуючись особистими знайомствами і зв'язками, він поповнював бібліотечні фонди закордонними виданнями.

## Риси характеру
І. М. Кержнер був позбавлений поширених людських вад: егоїзму, заздрощів, зневіри, зарозумілості. Через безумовну порядність та прагнення до ідеальної справедливості саме його умовили очолити розподіл коштів, виділених благодійним фондом Дж. Сороса для підтримки російських зоологів та ботаніків. У наступні роки Ізяслав Мойсейович обурено відкидав всі звинувачення проти цього благодійника з боку російських «патріотів-державників».
 «Він вважав негідним брати гроші, які пропонували йому за визначення матеріалу сторонні спеціалісти, а також цілком законні гроші за наукове керівництво аспірантами-контрактниками (казав, що якби міг, то, навпаки, сам би платив їм), і взагалі відносив користолюбство до розряду дурості <…>. Мудра людина, він віддавав перевагу іншому багатству і намагався не володіти, а бути <…>. І. М. завжди був готовий визнати свої помилки, розуміючи цінність наукової істини. У судженнях він був твердим і інколи навіть різким, але завжди виявляв терпимість до думки співрозмовника…»
Всі, хто навіть мимохіть мали справу з І. М. Кержнером, відзначають його людяність, чуйність, постійну готовність надати допомогу. Він охоче допомагав іншим вирішувати таксономічні та номенклатурні проблеми, розшифровувати ентомологічні етикетки, допомагав рятувати книги, що постраждали внаслідок пожежі у бібліотеці АН СРСР. Безвідмовний і відкритий, він охоче консультував як досвідчених фахівців, так і початківців, знайомих та незнайомих. Терпляче вислуховував кожного і давав детальні відповіді навіть на нескладні запитання і там, де міг обмежитись порадою зазирнути до словника, довідника, «Кодексу» або інтернету.
 «Він просиджував з ними [приїзжими спеціалістами] багато годин у бібліотеці, сам захоплювався чужими проблемами, інколи проводив власні пошуки по їх темам і повідомляв потім результати спеціалістам, які вже давно поїхали». 
 В експедиціях «…він не цурався будь-яких господарських справ, включаючи приготування їжі, лагодження чийогось взуття або окулярів. Усі, хто працював з ним у полі, говорять, що такого турботливого, завжди готового до допомоги товариша знайти було важко. Запам'яталася розповідь нашого експедиційного водія: коли закінчилася одна з ентомологічних експедицій, всі учасники поспішали додому і відразу роз'їхалися. Водієві ж припало декілька днів провести на самоті, що було незручно й нудно. Кержнер не менше інших скучив за Ленінградом, але він єдиний пожалів хлопця і добровільно залишився із ним чекати змінного водія-напарника»
Недарма друзі характеризували його біблійними виразами: як 
«доброго самарянина» та «Праведника», а на святкуванні 70-річчя ЗІНу І. М. Кержнера назвали символом Зоологічного інституту.
У колі близьких людей І. М. Кержнер розкривався як дотепний і ерудований співбесідник, вмілий оповідач. Маючи сильний приємний голос, він охоче співав пісень, акомпануючи собі на гітарі. Особливо полюбляв українські народні та бардівські, а коли-не-коли – веселу й журливу «Тум-балалайку» на їдиші.

## Пам'ять
На честь І. М. Кержнера названо чи не рекордну кількість таксонів – щонайменше 9 родів та понад 120 видів комах. Серед них не лише численні напівтвердокрилі, а й тварини інших груп, наприклад: муха-стрічкокрилка Timia kerzhneri Zaitzev, 1982), метелик листовійка Biuncaria kerzhneri Kuznetsov, 1972, бджола Dufourea kerzhneri (Pesenko & Astafurova, 2006), оса Ephutomma kerzhneri (Lelej, 1977), пластинчастовусий жук Aphodius) kerzhneri Nikolajev, 1984, довгоносик Thamiocolus kerzhneri Korotyaev, 1980; коник Eclipophleps kerzhneri Mishchenko, 1968; веснянка Suwallia kerzhneri Zhiltzova et Zwick, 1971; їздець браконіда Rhaconotus kerzhneri Belokobylskij, 1985, навіть павук Howaia kerzhneri Marusik, 1987 і псевдоскорпіон Dactylochelifer kerzhneri Beier, 1973. Це свідчення глибокої поваги до І. М. Кержнера з боку фахівців різних галузей та різних країн.